# Син-ханга
Син-ханга (яп. 新版, лит. «новые гравюры») — художественный стиль и художественное движение (художественная школа) в Японии начала XX века, в периоды Тайсе и Сёва, которое оживило традиционное искусство японской гравюры Укиё-э, уходящее корнями в период Эдо (XVII—XIX века). Движение поддерживало существовавшую при создании укиё-э традиционную систему сотрудничества (система хаммото), в рамках которой труд по созданию каждой гравюры был чётко разделён между художником, резчиком (гравёром), печатником и издателем. Параллельно возникло движение сосаку-ханга, в рамках которого художник брал на себя все четыре функции, стремясь таким образом максимально выразить себя.
Движение Син-ханга было инициировано и взращено издателем Содзабуро Ватанабэ (1885-1962) и процветало примерно с 1915 по 1942 год, возобновившись в меньших масштабах после Второй мировой войны, в 1950-х и 1960-х годах. Вдохновлённые европейским импрессионизмом (который сам во многом был вдохновлён знакомством с японскими гравюрами укиё-э), художники направления включили в свои гравюры некоторые западные элементы, такие, как игру света, но, в то же время, сосредоточились на строго традиционных темах японской гравюры: пейзажах (фукэйга), изображениях знаменитых мест (мэйсё), красивых женщин (бидзинга), актёров театра кабуки (якуся-э) и птиц и цветов (катё-э).

## История
Гравюры син-ханга были во многом рассчитаны на западную аудиторию, которая проявляла к ним большой интерес. Продажа гравюр на запад нередко происходила через арт-дилеров, таких, как Роберт О. Мюллер (1911-2003). Ориентированные на зарубежные рынки, гравюры син-ханга апеллировали к западному вкусу, с его преобладанием ностальгических и романтизированных взглядов на Японию, и поэтому пользовались огромной популярностью за рубежом. В 1920-е годы статьи о школе син-ханга публиковались в ведущих западных журналах об искусстве. В 1921 году в Токио состоялась большая выставка членов движения, на которой было представлено сто пятьдесят работ десяти художников. В 1930 и 1936 годах в Музее искусств Толедо в Огайо (США) прошли две крупные выставки школы син-ханга.
В Японии не было большого внутреннего рынка для гравюр син-ханга. Гравюры укиё-э нередко рассматривались современниками-японцами не столько как эстетически совершенные произведения, сколько как массовая коммерческая продукция. К тому же, после десятилетий модернизации и вестернизации в эпоху Мэйдзи, архитектура, искусство и одежда в Японии стали следовать западной моде, а японские студенты-искусствоведы обучались на западных художественных образцах. Картины написанные маслом, в западном стиле, в том числе, художниками-японцами (художественная школа ёга) считались высоким искусством, тогда как гравюры син-ханга, с другой стороны, рассматривались как разновидность устаревшего укиё-э.
Движение син-ханга пришла в упадок во время Второй мировой войны, когда правительство ужесточило контроль над искусством. В то же время зарубежный рынок японских гравюр резко сократился.
Спрос на син-хангу так и не восстановился после войны. Тем не менее, небольшое число художников продолжило традицию. Такие художники, как Синсуй Ито (1898-1972) и Тацуми Симура (1907-1980), продолжали работать по системе хаммото в 1960-х и даже 1970-х годах. В последние десятилетия XX века, когда интерес к син-ханге снова возрос, издатели сосредоточились на создании репродукций оригинальных работ начала XX века. Появление интернета способствовало дальнейшему росту популярности и узнаваемости школы син-ханга классического периода и, в частности, работ таких художников, как Сётэй Такахаси и Цутия Коицу. В то же время, школа сосаку-ханга, возникшая одновременно с син-хангой, успешно продолжила своё существование.

## Известные представители движения
- Хасигути Гоё (1880—1921)
- Хироси Ёсида (1876—1950)
- Синсуй Ито (1898—1972)
- Хасу Кавасэ (1883—1957)
- Цутия Коицу (1870—1949)
- Косон Охара (1877—1945)
- Натори Сюнсэн (1886—1960)
- Сётэй Такахаси (1871—1945)